# Amdarch
Amdarch (fl. X secolo) è stato un generale britannico, nobile del regno di Strathclyde.
Forse figlio di re Dyfnwal III, è noto dalle fonti solo come uccisore di re Culen di Scozia nel 971, forse nel Lothian. Non si sa se sia mai stato re.